# Setge d'Avinyó (737)
Després de la batalla de Tours, les noves agressions dels musulmans a la zona d'Arle i l'aliança de Maurontus amb Yússuf ibn Abd-ar-Rahman al-Fihrí en contra dels francs obligaren Carles Martell a promoure una nova expedició contra ells, aplegant un gran exèrcit de francs i borgonyons, apoderant-se d'Avinyó escalant les muralles amb escales de corda i usant maquinària de setge. La ciutat fou cremada després de la seva captura.

## Conseqüències
Després de prendre la ciutat, va travessar el Roine, assetja Arbuna, on es troba el general de les forces musulmanes Athima, i derrota a la batalla del Berra l'exèrcit comandat per Amir ibn Ailet a qui havia enviat Uqba ibn al-Hajjaj as-Salulí a socórrer la ciutat, però finalment no entrà en ella.